# Daria Peregoudova
Daria Peregoudova (23 de enero de 1988) es una deportista canadiense que compitió en taekwondo. Ganó tres medallas en el Campeonato Panamericano de Taekwondo entre los años 2006 y 2010.

## Palmarés internacional
| Campeonato Panamericano | Campeonato Panamericano  | Campeonato Panamericano | Campeonato Panamericano |
| Año                     | Lugar                    | Medalla                 | Categoría               |
| ----------------------- | ------------------------ | ----------------------- | ----------------------- |
| 2006                    | Buenos Aires (Argentina) | Medalla de oro          | –72 kg                  |
| 2008                    | Caguas (Puerto Rico)     | Medalla de oro          | +72 kg                  |
| 2010                    | Monterrey (México)       | Medalla de plata        | +73 kg                  |